# Літургія кохання
«Літургі́я коха́ння» — антологія української любовної лірики кінця 19 — початку 21 століття. Побачила світ 2008 року в Тернополі у видавництві «Навчальна книга — Богдан». Упорядник, автор передмови «Сотні глав із літургії кохання» та довідок про авторів — український поет Іван Лучук.
До антології увійшли вірші 270 українських поетів. Як зазначено в анотації до видання, «тема кохання в українській поезії вперше представлена тут у найширшому обсязі».
В основу видання покладено антологію любовної лірики українських радянських поетів «Оріон золотий» в упорядкуванні Володимира Лучука (батька Івана Лучука), видану 1986 року. Її значно розширено й доповнено.